# Atletica leggera ai XII Giochi panafricani - 10000 metri piani maschili
La specialità dei 5000 metri piani maschili ai XII Giochi panafricani si è svolta il 27 agosto 2019 allo Stadio Moulay Abdallah di Rabat, in Marocco.
La competizione è stata vinta dall'etiope Berehanu Tsegu, che ha preceduto l'eritreo Aron Kifle (argento) e il connazionale Jemal Yimer (bronzo).

## Podio
| Oro     | Berehanu Tsegu Etiopia |
| Argento | Aron Kifle Eritrea     |
| Bronzo  | Jemal Yimer Etiopia    |

## Risultati

### Finale
| Class   | Nome                   | Nazione      | Tempo    | Note |
| ------- | ---------------------- | ------------ | -------- | ---- |
| Oro     | Berehanu Tsegu         | Etiopia      | 27:56.81 |      |
| Argento | Aron Kifle             | Eritrea      | 27:57.79 |      |
| Bronzo  | Jemal Yimer            | Etiopia      | 27:59.02 |      |
| 4       | Edwin Soi              | Kenya        | 28:05.70 |      |
| 5       | Noël Hitimana          | Ruanda       | 28:11.84 |      |
| 6       | Onesphore Nzikwinkunda | Burundi      | 28:11.90 |      |
| 7       | Abadi Hadis            | Etiopia      | 28:27.38 |      |
| 8       | Samuel Kibet           | Uganda       | 28:32.89 |      |
| 9       | Awet Habte             | Eritrea      | 28:36.30 |      |
| 10      | Jamal Hitrane          | Marocco      | 28:48.58 |      |
| 11      | Mande Bushendich       | Uganda       | 28:59.66 |      |
| 12      | Dejen Tesfalem         | Eritrea      | 29:12.77 |      |
| 13      | Kefasi Chitsala        | Malawi       | 30:10.27 |      |
| 14      | Chauncy Master         | Malawi       | 30:59.64 |      |
| 15      | Alpha Kabanga Mulumba  | RD del Congo | 33:34.53 |      |
| dnf     | Osman Challey          | Sierra Leone | dnf      |      |
| dnf     | Paul Kipngetich Tanui  | Kenya        | dnf      |      |
| dnf     | Samuel Freire          | Capo Verde   | dnf      |      |
| dnf     | Charles Muneria        | Kenya        | dnf      |      |
| dns     | Moumin Bouh Guelleh    | Gibuti       | dns      |      |
| dns     | Toka Badboy            | Lesotho      | dns      |      |